# Sąd kapturowy
Sąd kapturowy lub kaptur – nadzwyczajny sąd w dawnej Rzeczypospolitej. Sądy te były powoływane po ziemiach przez sejmiki kapturowe w czasie bezkrólewia, kiedy to zawieszały swą działalność wszystkie sądy zwykłe, wyrokujące w imieniu władcy. Były dwuinstancyjne – sąd konfederacji generalnej pełnił rolę sądu apelacyjnego. Sądziły kolegialnie i w przyspieszonym trybie przestępstwa przeciw bezpieczeństwu mienia lub osób, porządkowi publicznemu lub skierowane przeciwko Rzeczypospolitej. Po elekcji króla kończyły swą działalność, elekt musiał zaś zatwierdzić wydane przez nie wyroki. 
Potoczne jest także użycie terminu „sąd kapturowy” jako synonimu sądu działającego w tajemnicy i sądzącego oskarżonych bez prawa do obrony. Nie ma ono nic wspólnego z historycznymi sądami czasu bezkrólewia, które nie działały potajemnie.

## I Rzeczpospolita
Istnieje co najmniej kilka tez dotyczących nazwy tych sądów. Najczęściej podaje się, że pochodzi ona od czarnych kapturów noszonych przez sędziów na znak żałoby po zmarłym królu. 
W okresie bezkrólewia (pierwsze po śmierci Ludwika Węgierskiego w 1382–1384) pełnia władzy przechodziła w ręce szlachty. Początkowo brak było unormowań co do modelu sprawowania władzy w czasie bezkrólewia, nie było zresztą ku temu palącej potrzeby, gdyż okres bezkrólewia był krótkotrwały. Sytuacja zmieniała się po śmierci Zygmunta Augusta w 1572 roku, wówczas wyłoniły się tzw. sądy kapturowe. W dokumencie z 1 maja 1574 roku król Henryk Walezy potwierdził wyroki sądów kapturowych. W skład sądów wchodzili sędziowie szlacheccy wybierani na sejmikach kapturowych. W tworzeniu sądów kapturowych obowiązywała zupełna decentralizacja, tzn. każde województwo, a nawet każda ziemia (o ile zbierała się na osobnych zjazdach), wybierała deputatów i pisarza, którzy stanowili sąd kapturowy w danej ziemi czy województwie.
Sądy kapturowe zbierały się co 6 tygodni na kadencję 3-tygodniową w grodach lub, w zależności od potrzeb, w innych miejscach. Swą działalność kończyły na 3 tygodnie przed koronacją nowo obranego króla. Zajmowały się wszelkimi rodzajami przestępstw i występkami, a przede wszystkim podpaleniami, zabójstwami i rabunkami. Sądy te miały znaczne kompetencje policyjne – od przeprowadzania rewizji po aresztowania. Nie zajmowały się sprawami cywilnymi. Zostały rozwiązane uchwałą sejmową z 1768 roku, która polecała sądzenie i ściganie wszelkich spraw podczas bezkrólewia jurysdykcjom zwyczajnym.

## II wojna światowa
16 kwietnia 1940 roku Komitet Ministrów dla Spraw Kraju wydał „Uchwałę w sprawie sądów kapturowych w Kraju”, która została zatwierdzona przez Naczelnego Wodza i Generalnego Inspektora Sił Zbrojnych i premiera, gen. Władysława Sikorskiego. Uchwała ta powoływała Sądy Kapturowe w łonie Związku Walki Zbrojnej (wojskowe) i dla Delegatury Rządu na Kraj (cywilne). Jednak sądy delegatury powstały dopiero w 1942. Sądy kapturowe ZWZ orzekały od sierpnia 1940 do listopada 1941, kiedy zostały zastąpione przez Wojskowe Sądy Specjalne ZWZ/AK.